# Ned Breathitt
Edward Thompson Breathitt Jr. (Hopkinsville, 26 de novembro de 1924 – Lexington, 14 de outubro de 2003) foi um proeminente político dos Estados Unidos que se destacou na Comunidade de Kentucky. Como membro de uma das famílias políticas proeminentes do estado, Edward Thompson Breathitt Jr. foi eleito como o 51º governador de Kentucky, servindo no cargo de 1963 a 1967. Sua ascensão ao posto de governador destacou sua influência e envolvimento na política estadual.
Após servir na Segunda Guerra Mundial e completar sua graduação na Universidade de Kentucky, Breathitt se envolveu ativamente na política, apoiando várias campanhas importantes. Ele desempenhou um papel significativo na campanha presidencial de Adlai Stevenson, na campanha senatorial de Alben Barkley e na campanha governamental de Bert T. Combs. Essas experiências forneceram a Breathitt uma valiosa compreensão do processo político e o prepararam para sua própria carreira política posteriormente.
Quando Bert T. Combs conquistou o cargo de governador em 1959, ele nomeou Breathitt como comissário de pessoal. Nessa posição, Breathitt desempenhou um papel fundamental na redação de legislação para estabelecer o primeiro sistema de mérito para funcionários públicos estaduais em Kentucky. Essa legislação visava garantir que as nomeações e promoções no governo estadual fossem baseadas em mérito e qualificações, em vez de favorecimentos políticos. A contribuição de Breathitt na criação desse sistema de mérito teve um impacto duradouro na administração pública de Kentucky, promovendo a imparcialidade e a eficiência no serviço público.
. Durante o mandato de Bert T. Combs, Breathitt continuou a ocupar cargos de nomeação dentro do governo estadual. Sua capacidade de liderança e trabalho árduo o destacaram perante Combs, que, em 1962, deu seu apoio a Breathitt como seu sucessor na eleição para governador. O endosso de Combs foi um reconhecimento do talento e da competência de Breathitt, consolidando ainda mais sua posição como um candidato forte e confiável para o cargo mais alto do estado. Esse apoio político foi um fator importante na campanha de Breathitt e ajudou a impulsionar sua trajetória rumo ao posto de governador.
Breathitt obteve uma vitória significativa nas primárias democratas ao derrotar o ex-governador AB "Happy" Chandler. Chandler, um político experiente e influente. A vitória de Breathitt nas primárias democratas, destacou seu apoio popular e demonstrou sua capacidade de angariar votos e vencer contra adversários fortes. Esse resultado consolidou ainda mais a ascensão política de Breathitt e o posicionou como o candidato democrata oficial para a eleição geral ao cargo de governador.
Nas eleições gerais, Breathitt emergiu como vencedor, derrotando o candidato o republicano Louie B. Nunn. Sua vitória nas urnas solidificou sua posição como governador de Kentucky, ganhando o apoio da maioria dos eleitores em todo o estado. Ao superar Nunn, um forte candidato do partido republicano, Breathitt demonstrou sua habilidade em conquistar eleitores de diferentes afiliações partidárias e garantir o apoio popular necessário para governar o estado.
Durante seu mandato como governador, Breathitt deu continuidade ao trabalho iniciado por Combs, concentrando-se em várias áreas importantes de desenvolvimento estadual. Ele priorizou a melhoria das rodovias e dos parques estaduais, reconhecendo a importância dessas infraestruturas para o crescimento econômico e o turismo em Kentucky. Além disso, Breathitt buscou fortalecer o financiamento da educação, reconhecendo a importância da educação de qualidade para o desenvolvimento futuro do estado.
Outra área em que Breathitt concentrou seus esforços foi na implementação de regulamentações mais rigorosas sobremineração a céu aberto.
Uma das principais realizações de Breathitt como governador foi a aprovação da Lei dos Direitos Civis de Kentucky, que se tornou a primeira lei de dessegregação a ser aprovada por um estado do sul dos Estados Unidos. Essa lei foi um marco significativo na luta pelos direitos civis, representando um avanço na promoção da igualdade racial e na eliminação da segregação racial em Kentucky.
A Lei dos Direitos Civis de Kentucky, promovida por Breathitt, buscou garantir a igualdade de direitos e oportunidades para todos os cidadãos, independentemente de sua raça. Ela foi uma resposta ao movimento pelos direitos civis em todo o país e ao clamor por mudanças nas leis e práticas discriminatórias. A aprovação dessa lei pioneira demonstrou a liderança progressista de Breathitt e seu compromisso com a justiça e a igualdade racial.
A implementação da Lei dos Direitos Civis de Kentucky teve um impacto duradouro no estado, ajudando a pavimentar o caminho para uma sociedade mais inclusiva e equitativa. Através dessa conquista, Breathitt deixou um legado como um governador progressista e defensor dos direitos civis.
Uma das maiores decepções de Breathitt como governador foi sua incapacidade de obter a aprovação de uma nova constituição estadual.
Após seu mandato como governador, Breathitt seguiu uma carreira no setor privado. Ele trabalhou como consultor jurídico da Southern Railway, fornecendo orientação jurídica para a empresa ferroviária. Mais tarde, ele assumiu o cargo de vice-presidente de relações públicas na Norfolk Southern Corporation, uma importante empresa de transporte ferroviário nos Estados Unidos.
Nessas posições, Breathitt utilizou sua experiência jurídica e conhecimento do setor para desempenhar um papel estratégico no desenvolvimento e na gestão das operações das empresas ferroviárias. Como vice-presidente de relações públicas, ele também foi responsável por promover a imagem corporativa e lidar com questões de comunicação e relações externas.
Essa transição para o setor privado permitiu que Breathitt aplicasse suas habilidades e experiência em um contexto diferente, contribuindo para o funcionamento e sucesso das empresas ferroviárias.
Após sua carreira no setor privado, Breathitt continuou a se envolver em diversas atividades de serviço comunitário. Ele dedicou seu tempo e esforço para causas sociais e trabalhou em comissões políticas com o objetivo de combater a pobreza.
Breathitt participou de iniciativas e comissões voltadas para a redução da pobreza, buscando soluções e políticas eficazes para lidar com essa questão social. Sua experiência como ex-governador e sua compreensão dos desafios enfrentados pelas comunidades carentes permitiram que ele contribuísse para discussões e ações relacionadas à eliminação da pobreza.
Além disso, seu envolvimento em atividades de serviço comunitário refletiu seu compromisso contínuo em melhorar as condições de vida e ajudar os menos favorecidos. Sua dedicação a essas causas demonstra seu espírito de serviço público e seu desejo de criar um impacto positivo na sociedade além de seu mandato como governador.
O projeto de história oral de Breathitt, que documenta suas experiências e contribuições ao longo de sua carreira política, está alojado no Louie B. Nunn Center for Oral History nas Bibliotecas da Universidade de Kentucky. Esse projeto reúne entrevistas e depoimentos em áudio ou vídeo de Breathitt, bem como de outras pessoas que tiveram envolvimento ou conhecimento de seu trabalho.
O Louie B. Nunn Center for Oral History é uma instituição que se dedica à preservação e divulgação de relatos orais de indivíduos e eventos históricos. Através desse centro, o projeto de história oral de Breathitt está acessível e disponível para pesquisadores, estudiosos e o público em geral interessado em aprender mais sobre sua vida e legado.
Essas entrevistas e depoimentos fornecem uma visão valiosa e pessoal das experiências e realizações de Breathitt, permitindo que as gerações futuras conheçam e apreciem sua contribuição para a política e a história de Kentucky. 